# كاري ديريك
كاري ديريك هي كاتبة علم وعالمة وراثة وعالمة نبات وأستاذة جامعية كندية، ولدت في 14 يناير 1862 في Clarenceville, Quebec ‏ في كندا، وتوفيت في 10 نوفمبر 1941.